# Giuseppe Bruni
Pour les articles homonymes, voir Bruni.
Giuseppe Bruni (Parme, 25 août 1873 - Caorso, 3 janvier 1946) est un homme politique et architecte italien. 

## Biographie
Il est à l'origine de l'hôtel de ville de Trieste (en région de Frioul-Vénétie Julienne), entre autres, qui se trouve sur la Piazza Unità d'Italia (qui se nomme aussi Piazza Grande ou Piazza San Pietro).
Il a publié deux livres : La conoscenza dell'altro: storie pistoiesi di impegno, passione e solidarietà et Tables Annuelles De Constantes Et Données Numériques De Chimie, De Physique, De Biologie Et De Technologie, Volume 4, Part 2.